# William Drummond, 6. Earl of Perth
William Huntley Drummond, 6. Earl of Perth (* 5. August 1871; † 20. August 1937) war ein britischer Peer und Offizier.

## Leben
Er war der älteste Sohn des James Drummond, 8. Viscount of Strathallan (1839–1893) aus dessen erster Ehe mit Ellen Thornhill.
Er diente als Offizier in der British Army und erreichte den Rang eines Captain des 3rd Battalion der Black Watch.
1893 erbte er beim Tod seines Vaters dessen schottische Adelstitel als 9. Viscount of Strathallan, 11. Lord Maderty und 9. Lord Drummond of Cromlix.
1902 erbte er zudem beim Tod seines Großonkels siebten Grades George Drummond, 5. Earl of Perth, dessen schottische Adelstitel als 6. Earl of Perth und 9. Lord Drummond, sowie die Würde des Chief des Clan Drummond.
1911 heiratete er die aus Prag stammende Anna Strauss. Mit ihr hatte er zwei Töchter, die beide jung starben:
- Hon. Henrietta Alice Drummond (1869–1870);
- Hon. Ellen Hersey Drummond (1872–1873).

Als er 1937 im Alter von 66 Jahren starb, erbte sein jüngerer Halbbruder Eric Drummond seine Adelstitel.